# Adimi
Adimi (persiska: ادیمی) är en ort i Iran.   Den ligger i provinsen Sistan och Baluchistan, i den östra delen av landet, 1 100 km sydost om huvudstaden Teheran. Adimi ligger 479 meter över havet och antalet invånare är 2 974.
Adimi är administrativt centrum för delprovinsen (shahrestan) Nimruz.
Terrängen runt Adimi är mycket platt. Runt Adimi är det ganska tätbefolkat, med 67 invånare per kvadratkilometer. Närmaste större samhälle är Zābol, 11,5 km sydost om Adimi. Trakten runt Adimi är ofruktbar med lite eller ingen växtlighet.